# Hans Raspe
Hans Heinrich Theodor Ferdinand Raspe (* 13. August 1877 in Doberan; † 19. Juni 1957 in Wismar) war ein deutscher Jurist und Bürgermeister von Wismar.

## Biografie
Hans Raspe war Sohn des mecklenburg-schwerinschen Domanialbeamten und Oberamtsrichters in Wismar Heinrich (Johann Friedrich) Raspe (1838–1906) und dessen Frau Helene, geb. Nölting.
Nach dem Studium der Rechtswissenschaften an den Universitäten München, Berlin und Rostock begann Raspe am 14. Oktober 1899 das Rechtsreferendariat mit Stationen in Wismar und am Landgericht Schwerin und wurde anschließend am 22. Juni 1904 zum Notar zugelassen. Als Rechtsanwalt trat er in eine Wismarer Anwaltskanzlei ein.
Bei der ersten freien Bürgermeisterwahl am 20. Juli 1919 wurde er für zehn Jahre in das Amt des Wismarer Bürgermeisters gewählt, das er am 1. August 1919 antrat und bis zum Ende der Amtszeit im Jahre 1929 innehatte.
Raspe war Mitglied des Kyffhäuserbunds, des Musikvereins zu Wismar, des Vereins für Mecklenburgische Geschichte und Altertumskunde.

## Werke
- Kurze Darstellung des in Mecklenburg geltenden Wasserrechts. In: Mecklenburgische Zeitschrift für Rechtspflege, Rechtswissenschaft, Verwaltung. Band 23 (1905), S. 258–299, 330–370.
- Entwicklung der Kommunalfinanzen in den Mecklenburg-Schwerinschen Städten nach der Währungsfestigung : I. Auftr. d. Vorstandes d. Meckl. Städtetages. In: Beiträge zur kommunalen Finanzwirtschaft [Schriften des Vereins für Kommunalwirtschaft; 37].